# 9507 Gottfried
9507 Gottfried (5447 T-2) là một tiểu hành tinh vành đai chính.